# Siboru Angin
Siboru Angin is een bestuurslaag in het regentschap Padang Lawas Utara van de provincie Noord-Sumatra, Indonesië. Siboru Angin telt 774 inwoners (volkstelling 2010).